# Zborovská (Praha)
Zborovská ulice v Praze spojuje křižovatku ulic Lidická a Svornosti na Smíchově s Vítěznou ulicí na Malé Straně. Původní název ulice byl Královská třída. Nazvána je nyní podle města Zborov na Ukrajině, místo Bitvy u Zborova. Vede téměř kolmo z jihu na sever od mostu Palackého po most Legií přibližně 100 metrů od vltavského břehu, kde se střídá Hořejší nábřeží, Nábřežní ulice a Janáčkovo nábřeží. Jsou tu významné instituce, na čísle 11 krajský úřad Středočeského kraje a okresní státní zastupitelství, na čísle 45 gymnázium Christiana Dopplera zaměřené na matematiku a fyziku atd. Z architektonického hlediska je zajímavý novorenesanční dům na čísle 42 postavený v roce 1885 podle významného architekta Antonína Wiehla, chráněný jako kulturní památka. Další zajímavé stavby jsou domy na čísle 64 a na čísle 66.

## Budovy, firmy a instituce
- Dům čp. 542 ve Zborovské ulici – Zborovská 42[1]
- Dům čp. 115 Zborovská ulice – Zborovská 64[2]
- Dům čp. 117 Zborovská ulice – Zborovská 66[3]

## Galerie

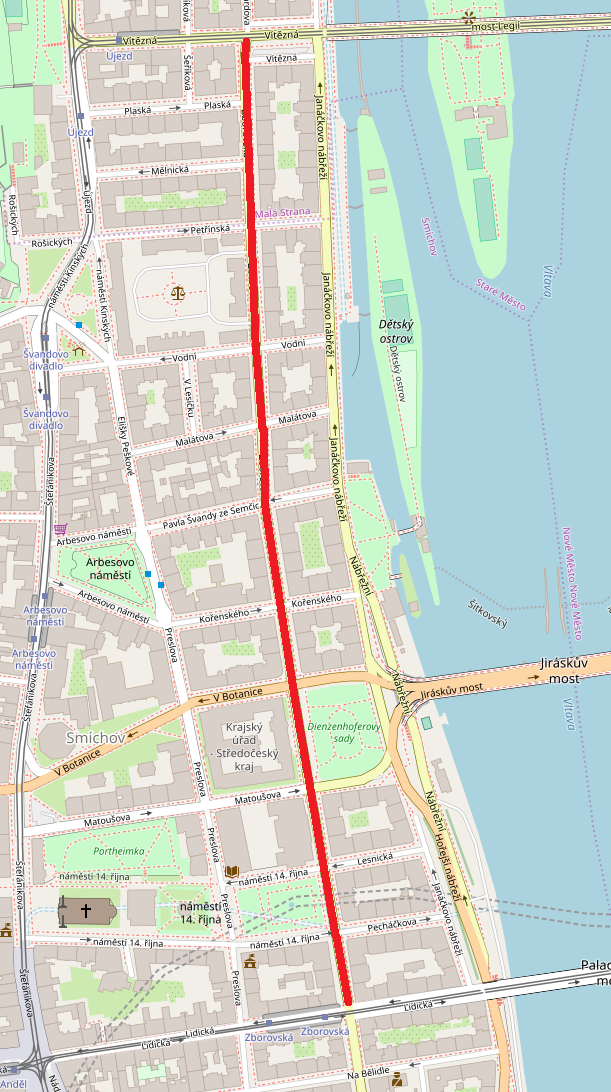
Ulice zvýrazněna na mapě
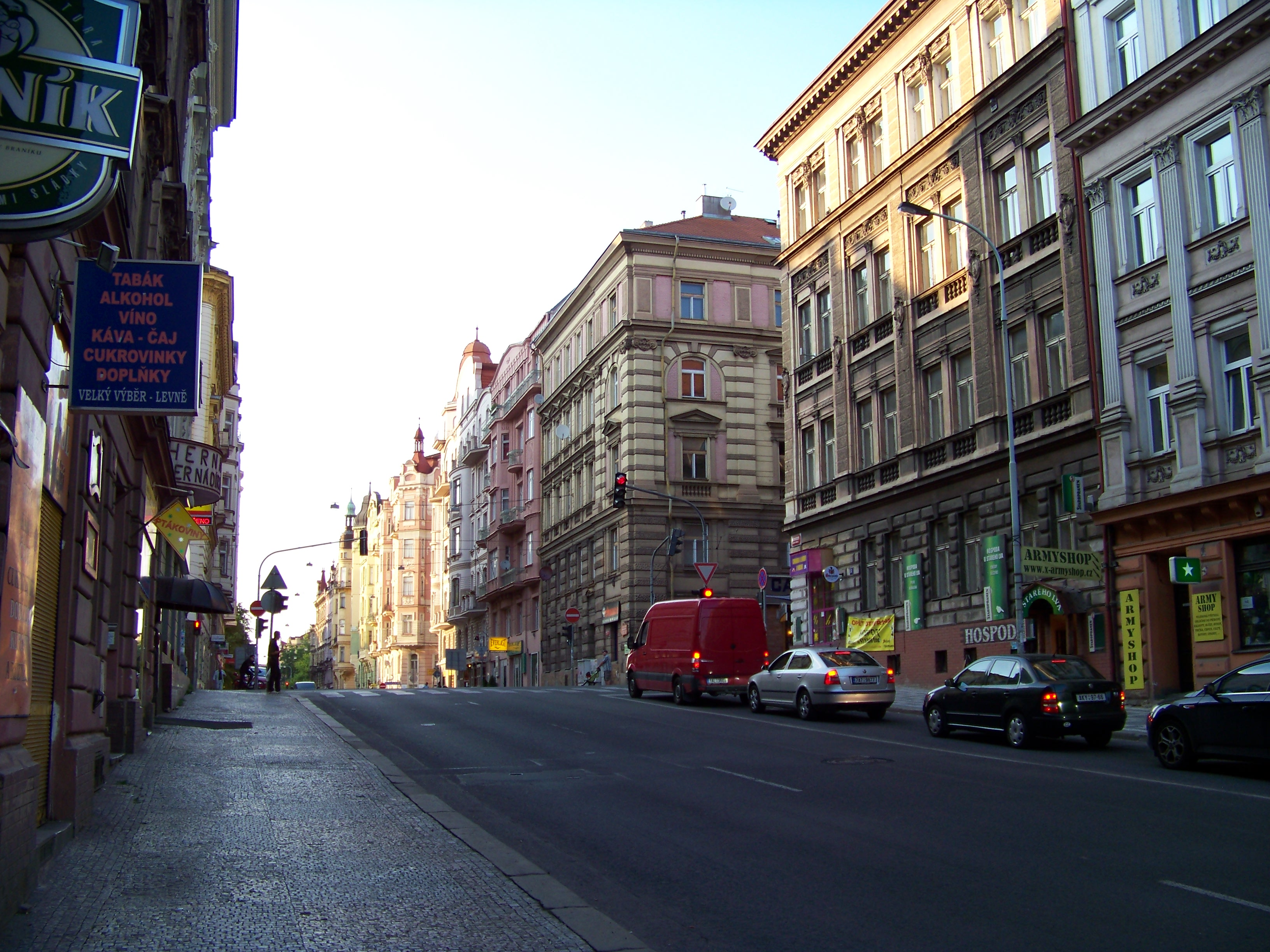
Zborovská z ulice Svornosti (pohled na sever)
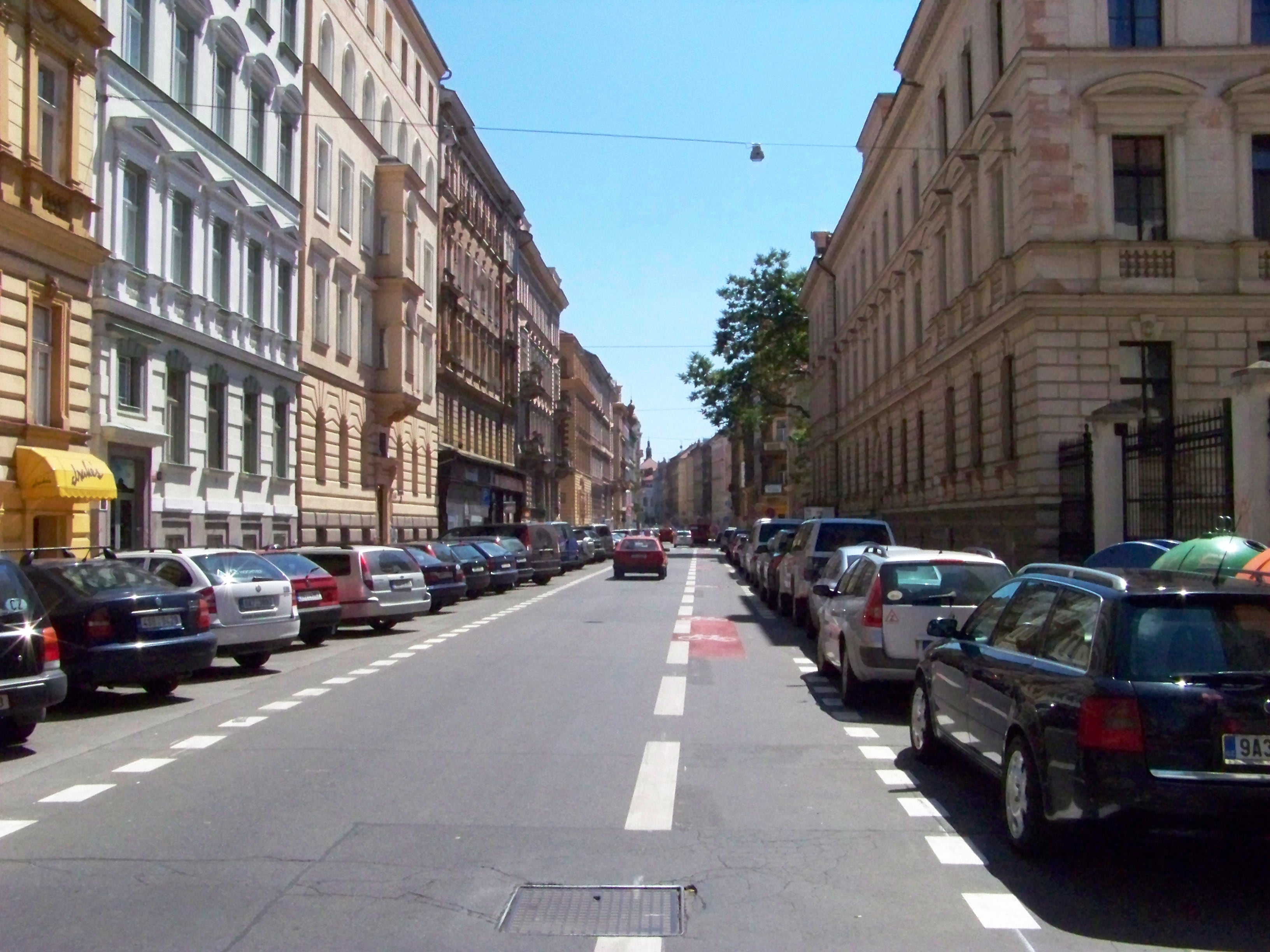
Zborovská od Petřínské na jih
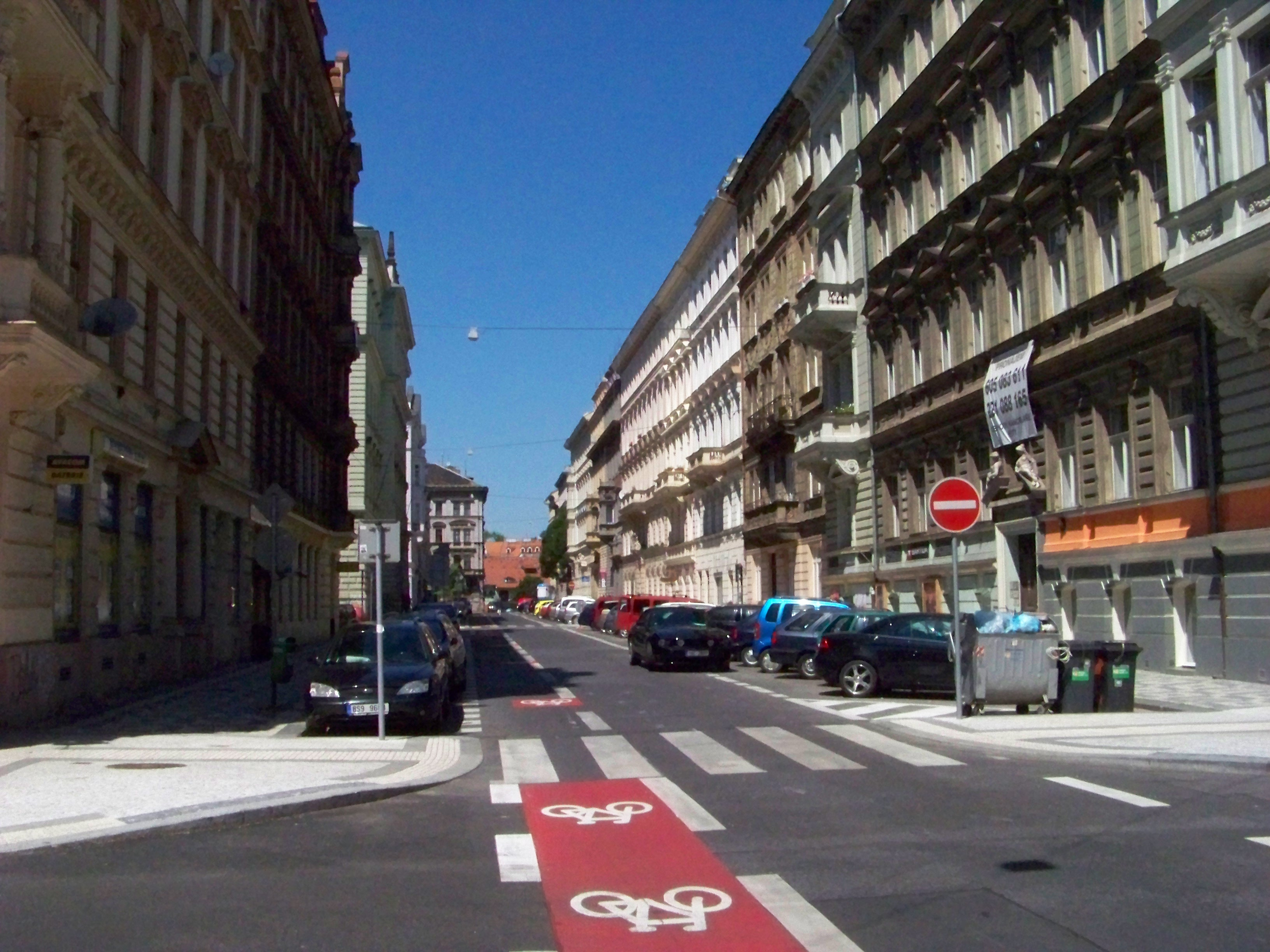
Zborovská od Petřínské na sever
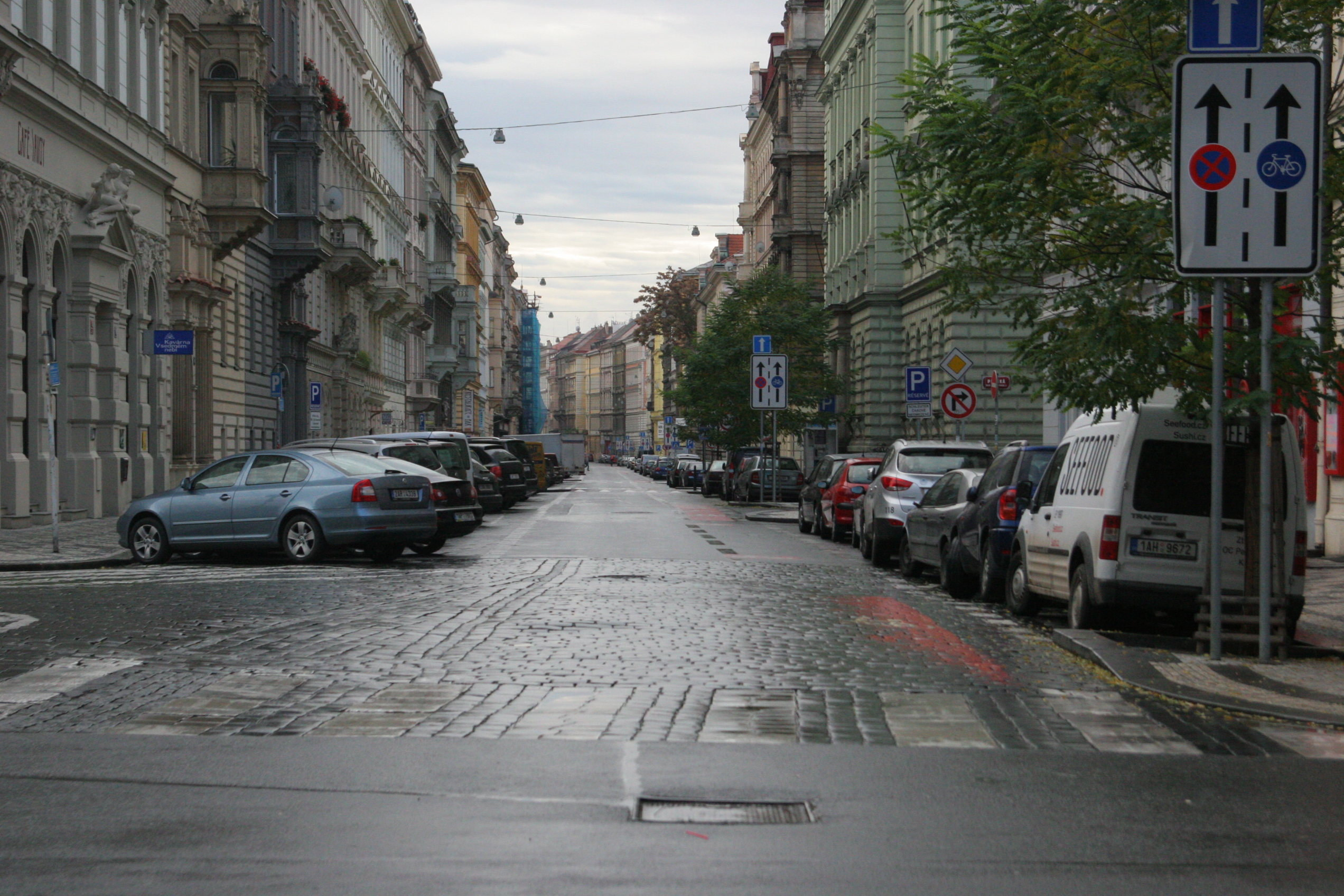
Pohled do Zborovské z Vítězné (směr na jih)